# Comtat de Vermandois

Armes dels comtes de Vermandois

El Comtat de Vermandois fou una jurisdicció feudal de França a la Picardia. Les primeres dades que es tenen d'aquest comtat són del segle ix, eren unes terres al voltant de Saint-Quentin, al nord del regne, que estaven a càrrec de cavallers al servei de Carlemany. Els comtes de Vermandois van emparentar amb els reis de França.

## Història del comtat
Dels primers comtes anteriors a aquesta nissaga no se'n sap gaire cosa. El primer esmentat és Guintard que va assistir a una assemblea de Carlemany a Quierzy i va morir vers el 833. El següent comte que apareix fou Adelard, nebot de Carles el Calb per la seva dona Ermentruda, esmentat el 845 i que va morir vers 864; en aquest temps Saint Quentin fou saquejada pels normands el 851 i 859. El gendre de Carles el Calb, Balduí I Braç de Ferro, hauria rebut llavors el comtat fins al 879, passant després al nibelúngida Tètric o Thierry (Teodoric), descendent de Khildebrand I, germà de Carles Martell, que hauria estat comte entre 879 i 893 (testimoniat el 886); sota el seu govern Saint Quentin fou assolada per tercera vegada, i destruïda, pels normands, incloent l'església que tenia uns 59 anys. Thierry o Teodoric Nibelung va fortificar la vila i va construir les muralles reunint la part antiga (Augusta) i la moderna entorn de l'església, agafant la ciutat reunida el nom de Saint-Quentin.
Així el Vermandois fou possessió de Teodoric Nibelung (Thierry). La dinastia comtal deriva de Carlemany per mitjà del seu fill Pipí i el seu net el rei Bernat d'Itàlia. El fill de Bernat, Pipí anomenat Pipí de Péronne, fou comte al Vermandois cap al 840 governant Péronne i Sant Quintí. Pipí es devia cassar amb una filla (i hereva) de Teodoric i va deixar tres fills: Heribert, Pipí i Bernat. El primer fou el tronc dels comtes de Vermandois i el segon dels comtes de Valois.
Heribert I fou nomenat el 896 comte de Vermandois i el 898 de Soissons. Va morir el 902 assassinat per ordre de Balduí de Flandes. De la seva primera muller Riquilda o Leutgarda (que seria filla del comte de Troyes Adalelm) va tenir al seu successor Heribert II, qui va ser a més comte de Meaux pel seu matrimoni amb la comtessa Adela, i el 918 apareix també com a comte de Mézerais. Va tenir un regnat turbulent: el 922 va combatre al costat del bisbe Seulf de Reims contra els seus vassalls revoltats; el 923 va empresonar al rei Carles III de França a Chateau-Thierry i després a Péronne; el 925, en morir el bisbe Seulf, va obtenir del rei Raül de França el bisbat de Reims, amb un gran patrimoni, pel seu segon fill Hug, de només 5 anys; al 926 en morir el comte Roger I de Laon, va demanar el comtat pel seu fill gran i tot i l'oposició del rei, el va ocupar per la força, i finalment Raül va transigir per evitar que Heribert II no alliberés al rei Carles III; el 930 va ocupar el castell de Vitry al Perthois que pertanyia a Bosó, germà del rei Raül i aquest va reunir un exèrcit amb ajut d'Hug el Gran, marquès de Nèustria i el 931 van conquerir Reims on van instal·lar un nou bisbe en la persona de Artaud; després les forces del rei van conquerir Vitry, Laon, Chateau-Thierry i Soissons; amb la mediació del rei Enric de Germània, Heribert fou reposat en els seus dominis menys Laon i Reims, però va haver de sotmetre's al rei. El rei Lluís IV d'ultramar va donar el 941 el comtat de Laon a Roger II, fill del comte Roger I, i això va provocar una nova revolta d'Heribert II, aliat als ducs de Nèustria i de Normandia, Hug el gran i Guillem llarga espasa; Heribert va entrar a Reims, va restaurar al seu fill Hug com a bisbe, i Artaud va ser fet presoner; la mediació d'Otó de Germània va portar a una transacció (Tractat de Visé, prop de Lieja, el 942)
Va morir el 23 de febrer del 943 i el 946 els seus dominis es van repartir entre els seus fills: Adalbert I el pietós (943-988) va rebre el comtat de Vermandois i l'abadia de San Quintí; Heribert III va rebre el comtat d'Omois i Chateau-Thierry i les terres del Marne entre el comtat de Meaux i el domini eclesiàstic d'Epernay (a més fou nomenat abat laic de Saint-Médard de Soissons). El fill Robert va rebre el comtat de Meaux, i el fill Hug va ser confirmat com abat de Reims que només tindrà per dos anys fins que va ser deposat per un concili a Ingelheim en què fou nomenat bisbe al seu lloc Artaud i com a comte de Reims el comte Renaud de Roucy; un altre fill, Odó havia mort abans del 946. Les filles van rebre algunes terres que van aportar com a dot als seus marits (el Mézerais va passar així a Blois)
Adalbert va morir el 8 de setembre del 988 i el va succeir el seu fill Heribert III nascut del matrimoni del pare amb Gerberga de Lorena. Va morir cap al 997 i el va succeir el seu fill Otó I, qui va morir el 25 de maig del 1045. El seu fill Heribert IV va ser el següent comte i es va casar amb Hildebranda (o Adela) de Valois cap al 1032. Va morir cap al 1080 i com que el seu fill Otó el forassenyat ja havia mort, la successió va recaure a la seva filla Adelaida de Valois, la qual va heretar aquest comtat i d'altres (Vexin, Amiens i Bar) a la mort del seu germà Simó cap al 1082. Vegeu Comtat de Valois.

## Llista de comtes de Vermandois[3]

### Carolingis (Herbertians)
| Dates                        | Comtes                      | Notes |
| 896 - 900/907 (probable 902) | Heribert I († 900/907)      | Fill de Pipí de Péronne i possible net o gendre de Teodoric Nibelung. Podria estar casada amb la filla d'Adalelm comte de Troyes. |
| 900/907 (902) - 943          | Heribert II († 943)         | Fill d'Heribert I, casat amb Adela, filla del marquès de Nèustria Robert I, després rei de França el 922 |
| 946 - 987                    | Albert o Adalbert I († 987) | Fill d'Heribert II, casat amb Gerberga, filla de Gislebert, duc de Lotaríngia. En la partició de l'herència paterna del 946 només va rebre el Vermandois.                                                                                              |
| 987 – 993/1002               | Heribert III († 993/1002)   | Fill d'Albert I, casat amb Ermengarda, probablement filla del comte Renard o Renald de Bar-sur-Seine, i vídua de Milo II comte de Tonnerre. |
| 993/1002 - 1015/1021         | Albert II († 1015/1021)     | Fils d'Heribert III, va abdicar el 1010 per fer-se monjo a l'abadia d'Homblières. Va retornar a la vida laica i va recuperar la possessió del seu comtat el 1015.                                                                                      |
| Vers 1021 - 1045             | Otó de Vermandois († 1045)  | Germà d'Albert II, el va succeir una primera vegada del 1010 al 1015 i una segona vegada després de la seva mort, vers el 1021. Es va casar amb una dama de nom Pavia d'origen desconegut.                                                             |
| 1045 – vers 1080             | Heribert IV († vers 1080)   | Fill d'Otó, es va casar amb Alix de Valois, germana del comte Simó de Valois. aquest darrer, que es volia fer monjo, li va cedir el comtat de Comtat de Valois el 1077. Va desheretar al seu fill Eudes l'Insensat a profit de la seva fille Adelaida. |
| vers 1080 – 1102             | Adelaida († 1122).          | Filla segona d'Heribert IV, es va casar amb Hug el gran, fill d'Enric I, rei de França. Pel seu matrimoni Hug va esdevenir comte de Vermandois i de Valois.                                                                                            |

### Comtes capets de Vermandois[6]
| Dates            | Comtes                                                 | Notes |
| vers 1080 – 1102 | Hug I el Gran († 1102).                                | fill d'Enric I, rei de França. Es va casar amb Adelaida comtessa de Vermandois i de Valois. |
| 1102 - 1152      | Raül I de Vermandois dit el Valent o el Borni († 1152) | Fill d'Hug I el Grand i d'Adelaida de Vermandois, es va casar amb Elionor de Blois, Peronella d'Aquitània i Laureta d'Alsàcia. |
| 1152 - 1167      | Raül II de Vermandois († 1176)                         | Fill de Raül I de Vermandois i de Peronella d'Aquitània, es va casar amb Margarida d'Alsàcia, comtessa de Flandes. No van tenir descendència i estant afectat de lepra va abdicar en favor de la seva germana Elisabet.                                    |
| 1167 - 1183      | Elisabet de Vermandois († 1183)                        | Filla de Raül I i de Peronella d'Aquitània, va heretar el comtat de Vermandois per abdicació al seu favor del seu germà malalt Raül II. En 1159 es va casar amb Felip d'Alsàcia, comte de Flandes però no va tenir descendència.                           |
| 1167 - 1191      | Felip d'Alsàcia († 1191)                               | Fill del comte de Flandes Thierry d'Alsàcia, va ser comte de Vermandois per matrimoni amb la comtessa Elisabet. À la mort d'aquesta sense descendència, va conservar els comtat de Vermandois i el de Valois fins al tractat de Boves del juliol del 1185. |
| 1192 – 1213      | Elionor de Vermandois († 1213)                         | Filla de Raül I de Vermandois i de Laureta d'Alsàcia, després d'un acord datat el 1192 amb el rei Felip August va recuperar els comtats de Vermandois i de Valois, vitalíciament, sent incorporats a la corona de França a la seva mort.                   |

### Comtes concessionaris
| Dates       | Comtes                  | Notes                                         |
| 1669 - 1683 | Lluís de Borbó († 1683) | Fill de Lluís XIV i de Lluïsa de La Vallière. |